# Mozgawa (wieś)
Mozgawa – wieś w Polsce położona w województwie świętokrzyskim, w powiecie pińczowskim, w gminie Pińczów.
Na cmentarzu w Mozgawie w sierpniu 1944 roku został pochowany partyzant z 1 Brygady Armii Ludowej Ziemi Kieleckiej, zbiegły z niewoli hitlerowskiej oficer radziecki, poległy w starciu z hitlerowcami - Rosjanin o pseudonimie "Dymitrow". 
W latach 1975–1998 miejscowość administracyjnie należała do województwa kieleckiego.
W 1959 roku archeolodzy z Uniwersytetu Warszawskiego odkryli w Mozgawie dużą osadę z okresu kultury pucharów lejkowych, aktualnie badaną przez dr hab. Marka Nowaka z UJ, a w niej szereg fragmentów ceramiki, wyrobów krzemiennych i kamiennych, kościanych, fragmentów naczyń, przęślików, ciężarków tkackich występujących na obszarze 40 hektarów.
Miejsce bitwy mającej miejsce 13 września 1195 roku nad rzeką Mozgawą między oddziałami Mieszka III Starego, Mieszka I Plątonogiego i Jarosława Opolskiego z jednej strony i Leszka Białego oraz Romana Halickiego z drugiej.

## Części wsi
| SIMC    | Nazwa    | Rodzaj    |
| ------- | -------- | --------- |
| 0263231 | Czworaki | część wsi |
| 0263248 | Docółki  | część wsi |

## Ludzie związani z miejscowością
- Marek Garmulewicz – urodzony w Mozgawie zapaśnik, olimpijczyk, trzykrotny mistrz Europy, wicemistrz świata.